# Österreichische Eishockey-Liga 2006/07
Die Österreichische Eishockeyliga 2006/07 begann am 21. September 2006 und endete am 5. April 2007 mit dem Titelgewinn durch den EC Red Bulls Salzburg, der sich im Finale gegen den Titelverteidiger EC VSV durchsetzen konnte.

## Allgemeines
Da der Meister der Nationalliga, der EHC Lustenau den Aufstieg in die Bundesliga aus finanziellen Gründen ablehnte, und auch sonst keine inländische Mannschaft dazu bereit war, spielten die gleichen sieben österreichischen Teilnehmer wie in der vorherigen Saison. Als achter Verein wurde der amtierende slowenische Meister, der HK Jesenice, in die Bundesliga aufgenommen. Jesenice spielte dabei „nur“ um den Sieg der Erste Bank Liga mit, nicht aber um den österreichischen Meistertitel. Im Falle eines Finalsieges von Jesenice wäre der Titel des Österreichischen Meisters dem unterlegenen Finalisten zugesprochen worden.

### Modus
Die Erste Bank Eishockeyliga ("Bundesliga") begann am 21. September 2006. Gespielt wurden vier Hin- und Rückrunden, wobei zur Halbzeit nach 28 Runden die bis dahin erzielten Punkte halbiert wurden (Punkteteilung). Die besten vier Mannschaften qualifizierten sich für die Play-offs. Das Halbfinale wurde im Modus Best of five, das Finale als Best of seven-Serie ausgetragen.
Die Regelung für Transferkartenspieler wurde dahingehend gelöst, dass insgesamt sechs Legionärsplätze je Club zur Verfügung standen. Zwei weitere Transferkarten durften unter den Clubs aufgeteilt werden, wobei diese letztendlich den Graz 99ers als schlechtplatziertestem Team der Vorsaison zufielen.

### Teilnehmer
|            | Team                 | Vorsaison       | Trainer |
| ---------- | -------------------- | --------------- | --- |
| Osterreich | EC VSV               | Meister         | Greg Holst |
| Osterreich | EC Red Bull Salzburg | Vizemeister     | Hardy Nilsson |
| Osterreich | HC Innsbruck         | Halbfinal-Out   | Alan Haworth (bis 16. Januar 2007) Larry Sacharuk (bis Saisonende)                                                                                         |
| Osterreich | Vienna Capitals      | Halbfinal-Out   | Jim Boni |
| Osterreich | EC KAC               | Rang 5          | Kevin Primeau (bis 11. Oktober 2006) Emanuel Viveiros |
| Osterreich | EHC Linz             | Rang 6          | Bill Stewart (bis Dezember 2006) Chris Valentine (ab 29. Dezember)                                                                                         |
| Osterreich | EC Graz 99ers        | Rang 7          | Mike Bullard (bis Ende Oktober) Peter Znenahlik, Mike Shea (interimistisch) Jim Brithén (23. November 2006 bis 22. Januar 2007) Mike Shea (bis Saisonende) |
| Slowenien  | HK Jesenice          | neu in der Liga | Matjaž Kopitar |

#### HK Jesenice
Im April 2006 erreichte den Österreichischen Eishockeyverband ein schriftliches Ansuchen des HK Jesenice (slowenischer Meister von 2005 und 2006) um Aufnahme in die österreichischen Bundesliga. Aufgrund der unangenehmen Anzahl an teilnehmenden Vereinen standen der Verband und die meisten Klubpräsidenten dem Ansuchen überwiegend positiv gegenüber. Im Mai erzielten der Verband und der HK Jesenice eine Einigung über die Rahmenbedingungen der Teilnahme, im Juni stimmte die Generalversammlung des Österreichischen Verbandes der Teilnahme zu. Zuvor hatte Jesenice bereits die geforderten Bankgarantien hinterlegt und der slowenische Verband dem Wechsel zugestimmt.  Als letzter Schritt stimmte die Präsidentenkonferenz am 7. Juli zu. Zwischenzeitlich war auch die Aufnahme des HDD Olimpija Ljubljana im Gespräch gewesen, da das aber zu einer Liga mit neun Vereinen geführt hätte, war es zu keinen weiteren Verhandlungen gekommen.

### Trainerwechsel
- Der EC KAC sah sich nach sechs Niederlagen in sieben Spielen schon nach 7 Runden dazu gezwungen, Trainer Primeau zu entlassen. Zunächst wurde Emanuel Viveiros interimistisch zum Trainer bestellt, später wurde er bis Saisonende bestätigt.
- Die Graz 99ers trennten sich nach 12 Runden von Mike Bullard. Interimistisch war Peter Znenahlik von 26. Oktober bis 2. November Trainer, danach übernahm Mike Shea das Amt. Ihm folgte am 13. November Jim Brithén, der aber bereits am 22. Jänner 2007 wieder entlassen wurde. Bis Saisonende fungierte anschließend wieder Mike Shea als Trainer.
- Bei den Black Wings Linz wechselte Trainer Bill Stewart am 25. November trotz laufendem Vertrag zu den Hamburg Freezers. Die darauf folgenden gerichtlichen Schritte der Linzer blieben erfolglos. Stewarts Nachfolger wurde Chris Valentine.
- Der HC Innsbruck trennte sich nach 38 Spielen aufgrund von Erfolglosigkeit von Alan Haworth und engagierte den zu dieser Zeit in den Niederlanden angestellten Landsmann Larry Sacharuck.

## Grunddurchgang
Bereits im Grunddurchgang zeigte der EC Red Bull Salzburg eine deutliche Dominanz und konnte sich schnell von den übrigen Teilnehmern absetzen. Erst in der 44. Runde gelang es mit den Vienna Capitals dem ersten Team, die Salzburger auf deren eigenem Eis zu besiegen, wenn das Ergebnis mit 5:4 auch sehr knapp ausfiel. Allerdings blieb dies die einzige Heimniederlage der Salzburger in 27 Spielen. Auch die Auswärtstabelle wurde von ihnen mit 13 Siegen angeführt.
Am Ende landete mit dem EC VSV der erste Verfolger mit acht Punkten Rückstand auf dem zweiten Platz. Das Mittelfeld wurde aus Linz, Wien und dem HK Jesenice gebildet. Jesenice benötigte zwar zu Beginn einige Zeit, um an das Niveau der EBEL heranzukommen, zeigte danach aber durchaus ansprechende Leistungen und konnte sich ebenfalls im Mittelfeld der Tabelle behaupten. Zu einem denkwürdigen Spiel wurde die Auswärtspartie in Wien am 23. Februar 2007, als Tomaž Razingar mit zwei Toren in doppelter Unterzahl binnen 23 Sekunden einen 1:3-Rückstand ausglich und Jesenice das Spiel letzten Endes mit 4:3 gewinnen konnte. Die Playoff-Teilnahme entschied sich für die Slowenen erst in der letzten Runde, wo die Mannschaft aber dem unmittelbaren Konkurrenten, den Capitals, im Penaltyschießen unterlag, und damit knapp an einer Sensation vorbeischrammte.
Innsbruck, der EC KAC und die Graz 99ers konnten nicht in den Kampf um den Titel mit eingreifen. Während Innsbruck mit dem Fortschreiten der Saison immer schwächer wurde und die Form auch mit dem neuen Trainer nur bedingt wieder fand, kämpften sowohl die Klagenfurter als auch die Grazer mit großen Problemen. Der EC KAC konnte die Saison zwar mit fünf Siegen in Serie abschließen, hatte aber letzten Endes 13 Punkte Rückstand auf einen Playoff-Platz. Hier wurde vor allem die schlechte Kaderzusammenstellung und die mangelnde Fitness der Spieler nach dem unzureichenden Sommertraining bemängelt.
Die Graz 99ers hatten vom Start weg deutliche Defizite in der Aufstellung. Auch Steve Passmore im Tor konnte diese nicht kaschieren, sodass er bald zunächst gegen Pavel Nešťák und später gegen Walter Bartholomäus ersetzt wurde. Auch das Verletzungspech spielte den Grazern mit. Mehrfache Trainerwechsel und teils öffentlich gemachte Kritik aus dem eigenen Präsidium taten ein Übriges. Am Ende wurde die Mannschaft mit nur elf Siegen in 56 Spielen abgeschlagen Letzter.

### Tabelle nach dem Grunddurchgang
| Platz | Team               | SP | S  | N  | SNV | NNV | T   | GT  | TVH | PKT |
| ----- | ------------------ | -- | -- | -- | --- | --- | --- | --- | --- | --- |
| 1     | Red Bulls Salzburg | 56 | 32 | 10 | 8   | 6   | 232 | 157 | +75 | 64  |
| 2     | EC VSV             | 56 | 30 | 14 | 4   | 8   | 205 | 161 | +44 | 56  |
| 3     | EHC Linz           | 56 | 27 | 22 | 4   | 3   | 196 | 167 | +29 | 51  |
| 4     | Vienna Capitals    | 56 | 23 | 22 | 6   | 5   | 214 | 205 | +9  | 48  |
| 5     | HK Jesenice        | 56 | 24 | 23 | 5   | 4   | 194 | 192 | +2  | 48  |
| 6     | HC Innsbruck       | 56 | 24 | 26 | 4   | 2   | 188 | 221 | −33 | 43  |
| 7     | EC KAC             | 56 | 18 | 31 | 4   | 3   | 173 | 208 | −35 | 35  |
| 8     | EC Graz 99ers      | 56 | 8  | 38 | 3   | 7   | 163 | 254 | −91 | 19  |

### Statistiken

#### Topscorer
|                    | Spieler           | Team      | GP | G  | A  | PTS | PIM | +/− | PPG | PPA | SHG | SHA | GWG |
| ------------------ | ----------------- | --------- | -- | -- | -- | --- | --- | --- | --- | --- | --- | --- | --- |
| Kanada             | Todd Elik         | Innsbruck | 53 | 21 | 77 | 98  | 182 | −7  | 7   | 38  | 2   | 1   | 2   |
| Vereinigte Staaten | Aaron Fox         | Jesenice  | 56 | 40 | 52 | 92  | 14  | +24 | 9   | 25  | 3   | 4   | 6   |
| Kanada             | Mike Craig        | Capitals  | 56 | 43 | 43 | 86  | 130 | +5  | 26  | 22  | 2   | 0   | 13  |
| Kanada             | Bob Wren          | Capitals  | 49 | 29 | 57 | 86  | 172 | +6  | 17  | 32  | 0   | 0   | 3   |
| Kanada             | Dany Bousquet     | VSV       | 52 | 37 | 39 | 76  | 101 | +17 | 12  | 13  | 2   | 1   | 9   |
| Osterreich         | Thomas Koch       | Salzburg  | 54 | 30 | 46 | 76  | 72  | +34 | 11  | 28  | 1   | 0   | 6   |
| Osterreich         | Oliver Setzinger  | Capitals  | 56 | 26 | 50 | 76  | 62  | −1  | 9   | 31  | 3   | 2   | 1   |
| Kanada             | Rob Shearer       | Linz      | 56 | 26 | 46 | 72  | 46  | +17 | 11  | 22  | 0   | 2   | 6   |
| Osterreich         | Matthias Trattnig | Salzburg  | 55 | 28 | 38 | 66  | 90  | +34 | 8   | 9   | 2   | 2   | 4   |
| Kanada             | Chad Hinz         | KAC       | 55 | 26 | 39 | 65  | 130 | −12 | 13  | 20  | 2   | 1   | 3   |
| Slowenien          | David Rodman      | Jesenice  | 56 | 29 | 35 | 64  | 87  | +22 | 11  | 8   | 0   | 1   | 7   |
| Kanada             | Daniel Gauthier   | VSV       | 50 | 18 | 46 | 64  | 64  | 0   | 6   | 21  | 0   | 0   | 5   |
| Kanada             | Greg Day          | 99ers     | 47 | 31 | 32 | 63  | 40  | −7  | 6   | 15  | 5   | 3   | 5   |
| Kanada             | Carl Mallette     | Innsbruck | 47 | 29 | 34 | 63  | 80  | +3  | 16  | 22  | 0   | 0   | 6   |
| Slowenien          | Marcel Rodman     | Jesenice  | 43 | 21 | 40 | 61  | 55  | +23 | 9   | 18  | 3   | 2   | 4   |

Legende:
GP = Spiele, G = Tore, A = Assists, PTS = Scorerpunkte, +/- = Plusminuswert, PIM = Strafminuten, PPG = Powerplaytore, PPA = Powerplayassists, SHG = Unterzahltore, SHA = Unterzahlassists, GWG = Siegestore

#### Torhüter
|                    | Spieler             | Team     | GP | MIP  | SOG  | SVS  | GA  | SVS%  | GAA  | SO | W  | L  | OTL |
| ------------------ | ------------------- | -------- | -- | ---- | ---- | ---- | --- | ----- | ---- | -- | -- | -- | --- |
| Osterreich         | Gert Prohaska       | VSV      | 47 | 2828 | 1654 | 1527 | 127 | 92.32 | 2.69 | 1  | 29 | 11 | 7   |
| Kanada             | Seamus Kotyk        | Jesenice | 22 | 1177 | 627  | 575  | 52  | 91.71 | 2.65 | 3  | 12 | 9  | 1   |
| Osterreich         | Patrick Machreich   | Linz     | 44 | 2400 | 1263 | 1156 | 107 | 91.53 | 2.68 | 2  | 24 | 15 | 3   |
| Osterreich         | Reinhard Divis      | Salzburg | 29 | 1758 | 852  | 775  | 77  | 90.96 | 2.63 | 0  | 19 | 8  | 2   |
| Osterreich         | Bernhard Bock       | Salzburg | 19 | 1133 | 524  | 474  | 50  | 90.46 | 2.65 | 2  | 14 | 1  | 3   |
| Osterreich         | Hannes Enzenhofer   | KAC      | 18 | 1012 | 576  | 519  | 57  | 90.10 | 3.38 | 1  | 9  | 7  | 0   |
| Vereinigte Staaten | Scott Fankhouser    | Capitals | 54 | 3110 | 1752 | 1568 | 184 | 89.50 | 3.55 | 1  | 28 | 20 | 5   |
| Kanada             | Andrew Verner       | KAC      | 41 | 2373 | 1289 | 1144 | 145 | 88.75 | 3.67 | 2  | 13 | 24 | 3   |
| Osterreich         | Jürgen Penker       | Linz     | 22 | 989  | 508  | 450  | 58  | 88.58 | 3.52 | 0  | 7  | 7  | 0   |
| Osterreich         | Claus Dalpiaz       | HCI      | 44 | 2432 | 1313 | 1163 | 150 | 88.58 | 3.70 | 0  | 19 | 21 | 1   |
| Osterreich         | Fabio Gottardis     | HCI      | 20 | 952  | 564  | 499  | 65  | 88.48 | 4.10 | 0  | 9  | 5  | 1   |
| Osterreich         | Walter Bartholomäus | 99ers    | 16 | 903  | 570  | 503  | 67  | 88.25 | 4.45 | 0  | 2  | 12 | 1   |
| Kanada             | Steve Passmore      | 99ers    | 20 | 1140 | 710  | 623  | 87  | 87.75 | 4.58 | 0  | 3  | 11 | 4   |
| Slowenien          | Gaber Glavič        | Jesenice | 39 | 2074 | 1010 | 885  | 125 | 87.62 | 3.62 | 0  | 15 | 12 | 3   |

Legende:
GP = Spiele, GPI = tatsächliche Einsätze, MIP = Spielminuten, GA = Gegentore, GAA = Gegentorschnitt je 60 Minuten, SOG = Torschüsse, SVS = gehaltene Schüsse, SVS% = Fangquote, SO = Shutouts, W = Siege, L = Niederlagen, OTL = Niederlagen nach Verlängerung oder Penaltyschießen

## Playoffs
In den Playoffs zeigte sich rasch, dass der Verlauf auf eine Wiederholung des letztjährigen Finales hinauslief. Sowohl Salzburg als auch Villach besiegten ihre jeweiligen Gegner souverän mit 3:0 Siegen und sicherten sich vorzeitig die Finalteilnahme. Dort schien sich zunächst eine spannende Serie zu entfalten, als es nach zwei Spielen ausgeglichen 1:1 stand. Salzburg konnte aber anschließend die nächsten drei Spiele klar für sich entscheiden und sicherte sich so vorzeitig den Titel des österreichischen Meisters.

### Playoff-Baum
|  | Halbfinale | Halbfinale           | Halbfinale |  |  | Finale | Finale               | Finale |
|  |            |                      |            |  |  |        |                      |        |
|  |            |                      |            |  |  |        |                      |        |
|  | 1          | EC Red Bull Salzburg | 3          |  |  |        |                      |        |
|  | 4          | Vienna Capitals      | 0          |  |  |        |                      |        |
|  |            |                      |            |  |  | 1      | EC Red Bull Salzburg | 4      |
|  |            |                      |            |  |  | 2      | EC VSV               | 1      |
|  | 2          | EC VSV               | 3          |  |  |        |                      |        |
|  | 3          | EHC Linz             | 0          |  |  |        |                      |        |
|  |            |                      |            |  |  |        |                      |        |

### Einzelergebnisse Halbfinale

#### Halbfinalserie EC Red Bull Salzburg – Vienna Capitals
Die Salzburger starteten mit einem 9:3-Sieg in ihre Serie gegen die Capitals. Als Matchwinner entpuppte sich dabei Frank Banham, der allein fünf Tore erzielte und weiters einen Stangenschuss und einen vergebenen Penaltyschuss vorzuweisen hatte. Sechs der neun Treffer der Salzburger wurden außerdem im Powerplay erzielt. Im zweiten Spiel zeigten die Capitals zwar bessere Leistungen, blieben letztlich aber dennoch klar unterlegen. Erst im dritten Spiel präsentierten sie sich als ebenbürtiger Gegner und hielten bis etwa zur Halbzeit des Spiels das hohe Tempo der Salzburger mit. Diese zogen zwischenzeitlich auf 6:3 davon, die Capitals kamen gegen Ende des Spiels jedoch noch bis auf 6:5 heran. Der Ausgleich gelang jedoch trotz gezogenem Torhüters und numerischer Überlegenheit nicht mehr.
| Halbfinale: EC Red Bull Salzburg (1) – Vienna Capitals (4) | Halbfinale: EC Red Bull Salzburg (1) – Vienna Capitals (4) | Halbfinale: EC Red Bull Salzburg (1) – Vienna Capitals (4) | Halbfinale: EC Red Bull Salzburg (1) – Vienna Capitals (4) |
| ---------------------------------------------------------- | --- | --- | --- |
| 15. März 2007 Volksgarten-Arena 2.500 Zuschauer            | EC Red Bull Salzburg F. Banham (03:05, J. Lind, M. Pewal), 1:0 D. Kalt (07:00, T. Koch, G. Bezina), 2:0 M. Ulrich (19:58, Powerplay, A. Lakos, M. Trattnig), 3:1 A. Lakos (26:04, Powerplay, T. Koch, M. Trattnig), 4:1 F. Banham (29:14, Powerplay, G. Artursson), 5:1 T. Koch (43:00, D. Kalt, M. Trattnig), 6:2 F. Banham (48:32, Powerplay, G. Bezina, J. Lind), 7:2 F. Banham (50:15, Powerplay, Marco Pewal, G. Bezina), 8:2 F. Banham (57:58, Powerplay, Marco Pewal), 9:3 | 9:3 (3:1, 2:1, 4:1) Strafminuten: 10:49 Torhüter: R. Divis (Salzburg, 60:00 Min., 30 Schüsse, 3 Tore) S. Fankhouser (Capitals, 60:00 Min., 39 Schüsse, 9 Tore) | Vienna Capitals 2:1, O. Setzinger (10:58, Powerplay, R. Lukas, B. Wren) 5:2, R. Lukas (29:32, Powerplay, B. Wren, D. Schuller) 8:3, M. Craig (53:37, O. Setzinger, B. Wren) |
| 18. März 2007 Albert-Schultz-Halle 4.300 Zuschauer         | Vienna Capitals M. Tropper (30:21, Powerplay, H. Pratt, C. Allan), 1:3 D. Schuller (36:24, Powerplay, M. Craig, D. Werenka), 2:3 B. Wren (58:23, Powerplay, M. Craig, O. Setzinger), 3:4 | 3:5 (0:2, 2:1, 1:2) Strafminuten: 32:34 Torhüter: S. Fankhouser (Capitals, 58:26 Min., 37 Schüsse, 4 Tore) R. Divis (Salzburg, 60:00 Min., 31 Schüsse, 3 Tore) | EC Red Bull Salzburg 0:1, G. Bezina (19:36, Powerplay, D. Kalt, F. Banham) 0:2, T. Koch (19:59, Powerplay, F. Banham, G. Bezina) 0:3, J. Lind (22:27, Shorthanded, Marco Pewal) 2:4, G. Bezina (43:55, D. Hendrickson, P. Harand) 3:5, J. Lind (59:45, Powerplay, empty net, F. Banham, Marco Pewal) |
| 20. März 2007 Volksgarten-Arena 3.200 Zuschauer            | EC Red Bull Salzburg Marco Pewal (09:43, Powerplay, F. Banham, M. Ulrich), 1:1 J. Lind (12:20, G. Artursson), 2:1 T. Koch (16:45, Powerplay, F. Banham, G. Bezina), 3:1 D. Kalt (32:57, Powerplay, F. Banham, G. Bezina), 4:2 M. Trattnig (33:45, Powerplay, F. Banham, Marco Pewal), 5:2 D. Kalt (44:38, M. Trattnig, T. Koch), 6:3 | 6:5 (3:1, 2:1, 1:3) Strafminuten: 20:20 Torhüter: R. Divis (Salzburg, 60:00 Min., 35 Schüsse, 5 Tore) S. Fankhouser (Capitals, 58:26 Min., 34 Schüsse, 6 Tore) | Vienna Capitals 0:1, D. Werenka (03:49, Powerplay, O. Setzinger, M. Craig) 3:2, M. Craig (30:41, Powerplay, O. Setzinger, B. Wren) 5:3, O. Setzinger (42:28, Powerplay, B. Wren, D. Schuller) 6:4, M. Latusa (45:11, M. Tropper, S. Selmser) 6:5, M. Craig (50:45, Powerplay, B. Wren, R. Lukas)     |
| Der EC Red Bull Salzburg gewinnt die Serie mit 3:0 Siegen. | | | |

#### Halbfinalserie EC VSV – EHC Linz
Ähnlich den Salzburgern konnte auch der EC VSV sein erstes Halbfinalspiel deutlich gewinnen, wenngleich es auf beiden Seiten Unsicherheiten gab. Die Linzer konnten jedoch insbesondere im Defensivbereich nicht überzeugen und hatten auch unmittelbar zu Spielbeginn zwei Chancen zur frühen Führung vergeben. Das zweite Spiel verlief deutlich knapper, wobei die Linzer im Mittelabschnitt das Spiel übernehmen und einen 0:2-Rückstand in eine Führung verwandeln konnten. Mickey Elick gelang mit einem sehenswerten Treffer der Ausgleich. In der Overtime konnten die Linzer jedoch ein Powerplay nicht zum Sieg nutzen. Im darauf folgenden Shootout trafen die Villacher Schützen Dany Bousquet und Marc Brown, während Rob Shearer und James Desmarais für die Linzer scheiterten. Die dritte Begegnung verlief ähnlich knapp, wobei die Linzer viele ungenutzte Torchancen zu verzeichnen hatten. Knapp vor Spielende verließ Patrick Machreich beim Stand von 3:2 zugunsten der Villacher sein Tor, woraufhin jedoch Bousquet zum Endstand von 4:2 ins leere Tor traf. Der EC VSV erreichte damit zum zehnten Mal in den vergangenen elf Spielzeiten das Finale.
| Halbfinale: EC VSV (2) – EHC Linz (3)            | Halbfinale: EC VSV (2) – EHC Linz (3) | Halbfinale: EC VSV (2) – EHC Linz (3) | Halbfinale: EC VSV (2) – EHC Linz (3) |
| ------------------------------------------------ | --- | --- | --- |
| 15. März 2007 Stadthalle Villach 4.200 Zuschauer | EC VSV D. Scoville (04:56, Powerplay M. Brown, M. Peintner), 1:0 M. Peintner (07:09, D. Bousquet, H. Hohenberger), 2:0 W. Kromp (10:42, Powerplay, D. Scoville, M. Stewart), 3:1 D. Gauthier (20:39, H. Hohenberger), 4:1 D. Gauthier (35:49, Powerplay, H. Hohenberger, M. Peintner), 5:2 M. Brown (46:15, Powerplay, D. Edgerton, W. Kromp), 6:3 H. Hohenberger (47:04, Powerplay, M. Elick, D. Bousquet), 7:3 | 7:4 (3:1, 2:2, 2:1) Strafminuten: 43:24 Torhüter: G. Prohaska (VSV, 60:00 Min., 27 Schüsse, 4 Tore) P. Machreich (Linz, 60:00 Min., 36 Schüsse, 7 Tore)                 | EHC Linz 2:1, M. Hohenberger (08:52, Powerplay, G. Baumgartner, F. Groleau) 4:2, R. Shearer (29:10, Powerplay, J. Desmarais, R. Gaucher) 5:3, R. Shearer (38:51, B. Storey, R. Gaucher) 7:4, R. Shearer (49:27, Powerplay, J. Desmarais, V. Ignatjevs) |
| 18. März 2007 Linzer Eishalle 3.142 Zuschauer    | EHC Linz P. Lukas (21:19, Powerplay, J. Desmarais, B. Storey), 1:2 B. Storey (27:16, Powerplay, J. Desmarais, R. Shearer), 2:2 M. Szücs (39:49, J. Desmarais), 3:2 | 3:4 n. P. (0:2, 3:0, 0:1, 0:0, 0:1) Strafminuten: 45:38 Torhüter: P. Machreich (Linz, 65:00 Min., 30 Schüsse, 4 Tore) G. Prohaska (VSV, 65:00 Min., 39 Schüsse, 3 Tore) | EC VSV 0:1, D. Edgerton (06:48, Powerplay, W. Kromp, M. Brown) 0:2, R. Kaspitz (10:40, Powerplay, M. Oraze, N. Petrik) 3:3, M. Elick (58:32, Powerplay) 3:4, D. Bousquet (65:00, entscheidender Penalty)                                               |
| 20. März 2007 Stadthalle Villach 4.300 Zuschauer | EC VSV M. Elick (11:24, Powerplay, D. Bousquet, H. Hohenberger), 1:0 M. Brown (15:39, D. Edgerton, D. Scoville), 2:0 W. Kromp (35:28, D. Edgerton), 3:0 D. Bousquet (59:04, empty net, D. Gauthier), 4:2 | 4:2 (2:0, 1:0, 1:2) Strafminuten: 14:18 Torhüter: G. Prohaska (VSV, 60:00 Min., 35 Schüsse, 2 Tore) P. Machreich (Linz, 58:21 Min., 31 Schüsse, 3 Tore)                 | EHC Linz 3:1, M. Unterweger (44:32, M. Szücs, K. Salfi) 3:2, R. Shearer (53:26, J. Desmarais) |
| Der EC VSV gewinnt die Serie mit 3:0 Siegen.     | | | |

### Einzelergebnisse Finale
Die Finalserie stellte die Neuauflage des letztjährigen Finales dar, das der EC VSV mit 4:2 Siegen für sich hatte entscheiden können. Das erste Spiel der Finalserie verlief erwartungsgemäß eng. Während der EC VSV sich auf seine Defensive stützte, vertrauten die Salzburger auf ihre eisläuferischen Vorteile. Am Ende wurde das Spiel durch die Special Teams entschieden, wobei Reinhard Divis sein erstes Saison-Shutout gelang.
Das zweite Spiel konnte erst im Penaltyschießen entschieden werden, wobei der EC VSV sich deutlich stärker als in der Auftaktpartie präsentierte. Bei wechselnden Führungen endete die reguläre Spielzeit mit 3:3. Im Shootout trafen Dany Bousquet und Marc Brown für den EC VSV, während Marco Pewal und Frank Banham für die Salzburger vergaben. Das Spiel hatte jedoch weitreichende Folgen, da die Salzburger gegen Daniel Gauthier und Devin Edgerton vom EC VSV Anzeigen beim Strafsenat des ÖEHV einbrachten, die in einer Sperre von vier Spielen für ersteren und einer Geldstrafe gegen den VSV resultierten.
Die Stimmung vor dem dritten Spiel war damit entsprechend aufgeheizt. Auf dem Eis konnte Salzburg dieses deutlich mit 6:3, wobei nach dem ersten Abschnitt noch der EC VSV geführt hatte. Salzburg erzielte vier Tore im zweiten Abschnitt und drehte so das Spiel, das jedoch ebenso weiterreichende Folgen hatte. Nur wenige Stunden vor Spiel vier gab der Strafsenat eine Sperre gegen Matthias Trattnig vom EC Red Bull Salzburg bekannt. Die Salzburger gossen zusätzlich mit einer Presseaussendung Öl ins Feuer, in welcher sie unter anderem die Zustände in der Villacher Stadthalle, sowie diverse Verfehlungen bei der Regelauslegung durch den Strafsenat bemängelten. Das wenig später stattfindende Spiel konnten sie souverän mit 3:0 gewinnen, wobei es entgegen der Befürchtungen keine Probleme bei der Austragung gab.
Salzburg beherrschte auch das fünfte Spiel souverän und konnte auf eigenem Eis einen 4:2-Sieg erringen. Damit gelang den Salzburgern neben der Revanche für die letztjährige Finalniederlage auch der erste Gewinn des österreichischen Meistertitels.
| Finale: EC Red Bull Salzburg (1) – EC VSV (2)              | Finale: EC Red Bull Salzburg (1) – EC VSV (2) | Finale: EC Red Bull Salzburg (1) – EC VSV (2) | Finale: EC Red Bull Salzburg (1) – EC VSV (2) |
| ---------------------------------------------------------- | --- | --- | --- |
| 27. März 2007 Volksgarten-Arena 3.200 Zuschauer            | EC Red Bull Salzburg F. Banham (09:27, Shorthanded, J. Lind), 1:0 M. Ulrich (56:33, Powerplay, M. Trattnig), 2:0 | 2:0 (1:0, 0:0, 1:0) Strafminuten: 14:16 Torhüter: R. Divis (Salzburg, 60:00 Min., 27 Schüsse, 0 Tore) G. Prohaska (VSV, 60:00 Min., 37 Schüsse, 2 Tore)                 | EC VSV keine Tore |
| 29. März 2007 Stadthalle Villach 4.500 Zuschauer           | EC VSV D. Bousquet (04:25, D. Edgerton, H. Hohenberger), 1:0 M. Oraze (32:22, W. Kromp), 2:2 D. Gauthier (53:00, Powerplay, D. Scoville, M. Peintner), 3:3 M. Brown (65:00, entscheidender Penalty), 4:3 | 4:3 n. P. (1:1, 1:2, 1:0, 0:0, 1:0) Strafminuten: 26:34 Torhüter: G. Prohaska (VSV, 65:00 Min., 43 Schüsse, 3 Tore) R. Divis (Salzburg, 65:00 Min., 34 Schüsse, 4 Tore) | EC Red Bull Salzburg 1:1, M. Trattnig (12:33, Powerplay, A. Lakos) 1:2, F. Banham (31:17, Marco Pewal, J. Lind) 2:3, A. Lakos (34:50, F. Banham)                               |
| 1. April 2007 Volksgarten-Arena 3.200 Zuschauer            | EC Red Bull Salzburg F. Banham (07:14, Powerplay, A. Lakos, Marco Pewal), 1:0 J. Lind (27:43, Powerplay, G. Bezina, Marco Pewal), 2:2 F. Banham (31:27, G. Bezina), 3:2 G. Bezina (39:16, D. Kalt, F. Banham), 4:3 T. Koch (39:45, A. Lakos, M. Ulrich), 5:3 M. Trattnig (53:53, Powerplay, T. Koch, M. Ulrich), 6:3 | 6:3 (1:2, 4:1, 1:0) Strafminuten: 18:53 Torhüter: R. Divis (Salzburg, 60:00 Min., 29 Schüsse, 3 Tore) G. Prohaska (VSV, 60:00 Min., 40 Schüsse, 6 Tore)                 | EC VSV 1:1, M. Elick (09:01, Powerplay, R. Kaspitz, G. Lanzinger) 1:2, D. Bousquet (14:42, M. Peintner, M. Brown) 3:3, M. Elick (38:35, Shorthanded, D. Bousquet, D. Scoville) |
| 3. April 2007 Stadthalle Villach 4.500 Zuschauer           | EC VSV keine Tore | 0:3 (0:1, 0:0, 0:2) Strafminuten: 20:18 Torhüter: G. Prohaska (VSV, 59:39 Min., 36 Schüsse, 2 Tore) R. Divis (Salzburg, 60:00 Min., 28 Schüsse, 0 Tore)                 | EC Red Bull Salzburg 0:1, G. Hager (07:32, T. Koch, P. Kasper) 0:2, J. Lind (52:27, F. Banham, Marco Pewal) 0:3, G. Bezina (59:41, empty net, D. Kalt)                         |
| 5. April 2007 Volksgarten-Arena 3.200 Zuschauer            | EC Red Bull Salzburg Marco Pewal (13:12, Shorthanded, J. Lind), 1:0 J. Lind (15:32, Powerplay, T. Koch, F. Banham), 2:0 A. Lakos (17:48, Marco Pewal), 3:0 T. Koch (33:21, Powerplay, D. Kalt, F. Banham), 4:2 | 4:2 (3:0, 1:2, 0:0) Strafminuten: 20:26 Torhüter: R. Divis (Salzburg, 60:00 Min., 34 Schüsse, 2 Tore) G. Prohaska (VSV, 58:12 Min., 31 Schüsse, 4 Tore)                 | EC VSV 3:1, R. Kaspitz (21:58, W. Kromp) 3:2, G. Lanzinger (23:45, Powerplay, M. Stewart, R. Kaspitz)                                                                          |
| Der EC Red Bull Salzburg gewinnt die Serie mit 4:1 Siegen. | | | |

### Statistiken

#### Topscorer
|            | Spieler           | Team     | GP | G | A  | PTS | PIM | +/− | PPG | PPA | SHG | SHA | GWG |
| ---------- | ----------------- | -------- | -- | - | -- | --- | --- | --- | --- | --- | --- | --- | --- |
| Kanada     | Frank Banham      | Salzburg | 8  | 9 | 12 | 21  | 12  | +9  | 5   | 9   | 1   | 0   | 1   |
| Osterreich | Marco Pewal       | Salzburg | 8  | 2 | 11 | 13  | 22  | +9  | 1   | 6   | 1   | 1   | 0   |
| Schweiz    | Goran Bezina      | Salzburg | 8  | 4 | 8  | 12  | 12  | +11 | 1   | 6   | 0   | 0   | 2   |
| Finnland   | Juha Lind         | Salzburg | 8  | 6 | 5  | 11  | 4   | +10 | 3   | 1   | 1   | 2   | 0   |
| Osterreich | Thomas Koch       | Salzburg | 8  | 5 | 6  | 11  | 10  | +4  | 3   | 3   | 0   | 0   | 0   |
| Kanada     | Dany Bousquet     | VSV      | 8  | 4 | 4  | 8   | 10  | −1  | 0   | 2   | 0   | 1   | 1   |
| Osterreich | Dieter Kalt       | Salzburg | 8  | 3 | 5  | 8   | 10  | +5  | 1   | 2   | 0   | 0   | 1   |
| Osterreich | Matthias Trattnig | Salzburg | 6  | 3 | 5  | 8   | 20  | +1  | 3   | 3   | 0   | 0   | 0   |
| Osterreich | André Lakos       | Salzburg | 8  | 3 | 4  | 7   | 6   | +3  | 1   | 3   | 0   | 0   | 2   |
| Kanada     | Bob Wren          | Capitals | 3  | 1 | 6  | 7   | 10  | −4  | 1   | 5   | 0   | 0   | 0   |

Legende:
GP = Spiele, G = Tore, A = Assists, PTS = Scorerpunkte, +/- = Plusminuswert, PIM = Strafminuten, PPG = Powerplaytore, PPA = Powerplayassists, SHG = Unterzahltore, SHA = Unterzahlassists, GWG = Siegestore

#### Torhüter
|                    | Spieler           | Team     | GP | GPI | GS | MIP    | SOG | SVS | GA | SVS%  | GAA  | SO | W | L | OTL |
| ------------------ | ----------------- | -------- | -- | --- | -- | ------ | --- | --- | -- | ----- | ---- | -- | - | - | --- |
| Osterreich         | Reinhard Divis    | Salzburg | 8  | 8   | 8  | 485:00 | 248 | 228 | 20 | 91.94 | 2.47 | 2  | 7 | 0 | 1   |
| Osterreich         | Gert Prohaska     | VSV      | 8  | 8   | 8  | 487:51 | 288 | 262 | 26 | 90.97 | 3.20 | 0  | 4 | 4 | 0   |
| Osterreich         | Patrick Machreich | Linz     | 3  | 3   | 3  | 183:21 | 97  | 83  | 14 | 85.57 | 4.58 | 0  | 0 | 2 | 1   |
| Vereinigte Staaten | Scott Fankhouser  | Capitals | 3  | 3   | 3  | 176:52 | 110 | 91  | 19 | 82.73 | 6.45 | 0  | 0 | 3 | 0   |

Legende:
GP = Spiele, GPI = tatsächliche Einsätze, MIP = Spielminuten, GA = Gegentore, GAA = Gegentorschnitt je 60 Minuten, SOG = Torschüsse, SVS = gehaltene Schüsse, SVS% = Fangquote, SO = Shutouts, W = Siege, L = Niederlagen, OTL = Niederlagen nach Verlängerung oder Penaltyschießen

## Besonderheiten und Rekorde
- Das erste Spiel eines nicht-österreichischen Teams in der Liga absolvierte der HK Jesenice am 22. September 2006 mit einem Heimspiel gegen den HC Innsbruck. Das Spiel ging mit einem Ergebnis von 5:4 an die Gäste. Das erste Tor der Krainer erzielte bei der Zeitmarke von 19:23 im ersten Drittel Aaron Fox zum zwischenzeitlichen 1:1.[32] Den ersten Sieg feierte Jesenice zwei Tage später mit einem 6:3 gegen den EC KAC auf eigenem Eis.[33]
- Die meisten Tore in einem Spiel erzielten mit fünf zwei Spieler: Dany Bousquet am 21. November 2006 beim 10:1-Sieg des EC VSV gegen die Vienna Capitals[34] und Frank Banham beim 9:3-Sieg im ersten Halbfinalspiel des EC Red Bull Salzburg gegen die Vienna Capitals.
- Die meisten Hattricks erzielte mit drei Pierre Dagenais vom HC Innsbruck. Diese gelangen am 26. Dezember 2006 gegen den EHC Linz[35], am 27. Februar 2007 gegen den EC KAC[36] und am 13. März 2007 gegen den EC VSV[37].
- Den höchsten Heimsieg und gleichzeitig den Sieg mit der höchsten Tordifferenz erzielte am 21. November 2006 der EC VSV mit einem 10:1 gegen die Vienna Capitals. Der höchste Auswärtssieg gelang am 18. Februar 2007 mit 1:9 dem EC KAC gegen die Graz 99ers.
- Das torreichste Spiel war mit 17 Treffern die Begegnung zwischen den Vienna Capitals und dem HC Innsbruck vom 11. März 2007. Das Endergebnis lautete 10:7 für die Wiener.
- Die längste Siegesserie gelang mit jeweils sieben Siegen in Folge dem EHC Linz (Runden 27 bis 33 bzw. vom 3. bis zum 29. Dezember 2006) und dem EC Red Bull Salzburg (Runden 37 bis 43 bzw. vom 12. bis zum 28. Jänner 2007).
- Die längste Serie an Spielen mit mindestens einem erzielten Punkt schaffte der EC VSV. Diese lief über 15 Begegnungen an den Spieltagen 4 bis 18 bzw. vom 1. Oktober bis zum 7. November 2006 und brachte dem Verein insgesamt 27 Punkte ein.
- Die längste Niederlagenserie begleitete die Graz 99ers über 13 Spiele in den Runden 38 bis 50 bzw. vom 14. Januar bis zum 27. Februar 2007.
- Die meisten Tore in einem Drittel erzielten mit jeweils sechs der EC Red Bull Salzburg am 21. Januar 2007 gegen die Graz 99ers (Endergebnis 7:3) und die Vienna Capitals am 11. März 2007 gegen den HC Innsbruck (Endergebnis 10:7).
- Das Spiel mit den meisten Strafminuten war die Begegnung zwischen den Vienna Capitals und dem EHC Linz vom 24. November 2006. Insgesamt wurden 210 Strafminuten ausgesprochen (107 gegen die Capitals, 103 gegen Linz), darunter zwei Match- und vier Spieldauerstrafen.[38]

## Meisterschaftsendstand
1. EC Red Bull Salzburg
2. EC VSV
3. EHC Linz
4. Vienna Capitals
5. HK Jesenice
6. HC Innsbruck
7. EC KAC
8. EC Graz 99ers

## Kader des österreichischen Meisters
| Österreichischer Meister EC Red Bull Salzburg | Torhüter: Reinhard Divis, Magnus Eriksson, Bernhard Bock, Thomas Innerwinkler Verteidiger: Greger Artursson, Goran Bezina, Daniel Casselstahl, Peter Kasper, Jakob Lainer, André Lakos, Viktor Lindgren, Andreas Pihl, Stefan Pittl, Martin Ulrich Angreifer: Frank Banham, Martin Grabher-Meier, Gregor Hager, Patrick Harand, Darby Hendrickson, Dieter Kalt, Thomas Koch, Juha Lind, Martin Mairitsch, Marco Pewal, Martin Pewal, Philipp Pinter, Matthias Schwab, Matthias Trattnig Trainerteam: Hardy Nilsson |

## Zuschauer
Insgesamt kamen 712.327 Zuschauer zu 235 Spielen der Erste Bank Eishockey Liga, was einem Durchschnitt von 3.031 Personen pro Spiel entspricht. Damit sank der Schnitt ein wenig, wenngleich die Gesamtzahl der Zuschauer insgesamt um mehr als 100.000 gesteigert werden konnte. Mit dem EC VSV gab es erstmals einen Verein, dessen Zuschauerschnitt bei Heimspielen die 4.000er-Marke überschritt. Überraschend waren die Zahlen auch beim HK Jesenice, der auswärts im Durchschnitt 3.111 Zuschauer pro Spiel verbuchte und damit in dieser Wertung auf dem vierten Rang zu liegen kam.
|      |                      | Zu Hause | Zu Hause     | Auswärts | Auswärts     | Gesamt | Gesamt    | Gesamt       |
| Rang | Team                 | Spiele   | Durchschnitt | Spiele   | Durchschnitt | Spiele | Zuschauer | Durchschnitt |
| ---- | -------------------- | -------- | ------------ | -------- | ------------ | ------ | --------- | ------------ |
| 1    | EC VSV               | 32       | 4.133        | 32       | 3.144        | 64     | 232.870   | 3.639        |
| 2    | Vienna Capitals      | 29       | 3.991        | 30       | 2.942        | 59     | 204.000   | 3.458        |
| 3    | EC KAC               | 28       | 3.431        | 28       | 3.127        | 56     | 183.618   | 3.279        |
| 4    | EC Red Bull Salzburg | 33       | 2.673        | 31       | 3.207        | 64     | 187.617   | 2.932        |
| 5    | EHC Linz             | 29       | 2.707        | 30       | 3.022        | 59     | 169.142   | 2.867        |
| 6    | HK Jesenice          | 28       | 2.604        | 28       | 3.111        | 56     | 160.000   | 2.857        |
| 7    | HC Innsbruck         | 28       | 2.579        | 28       | 2.839        | 56     | 151.707   | 2.709        |
| 8    | EC Graz 99ers        | 28       | 2.016        | 28       | 2.830        | 56     | 135.700   | 2.423        |